# حصار إشبيلية

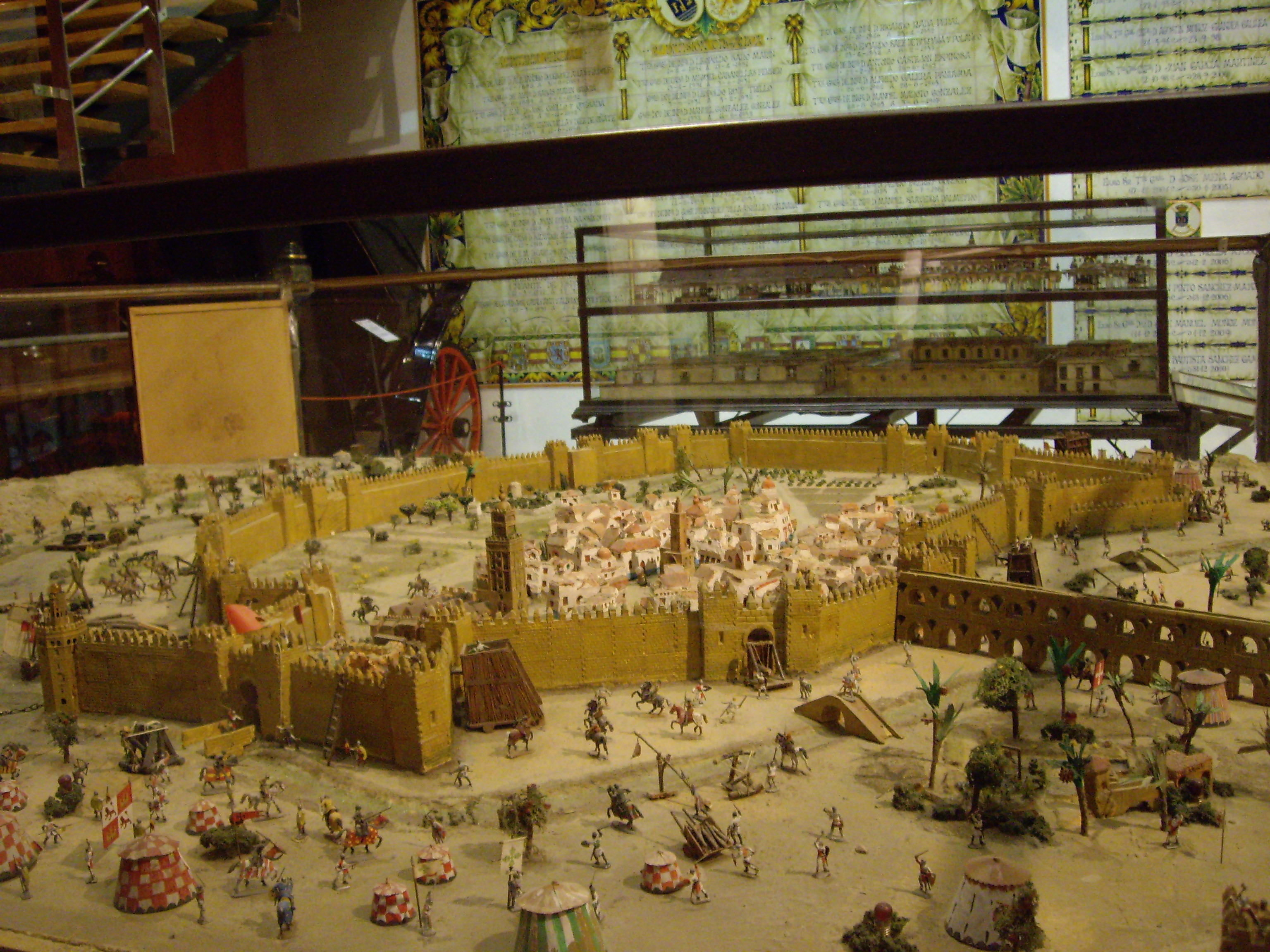
نموذج لحصار إشبيلية في الجزء الجنوب شرقي في المتحف التاريخي العسكري في إشبيلية

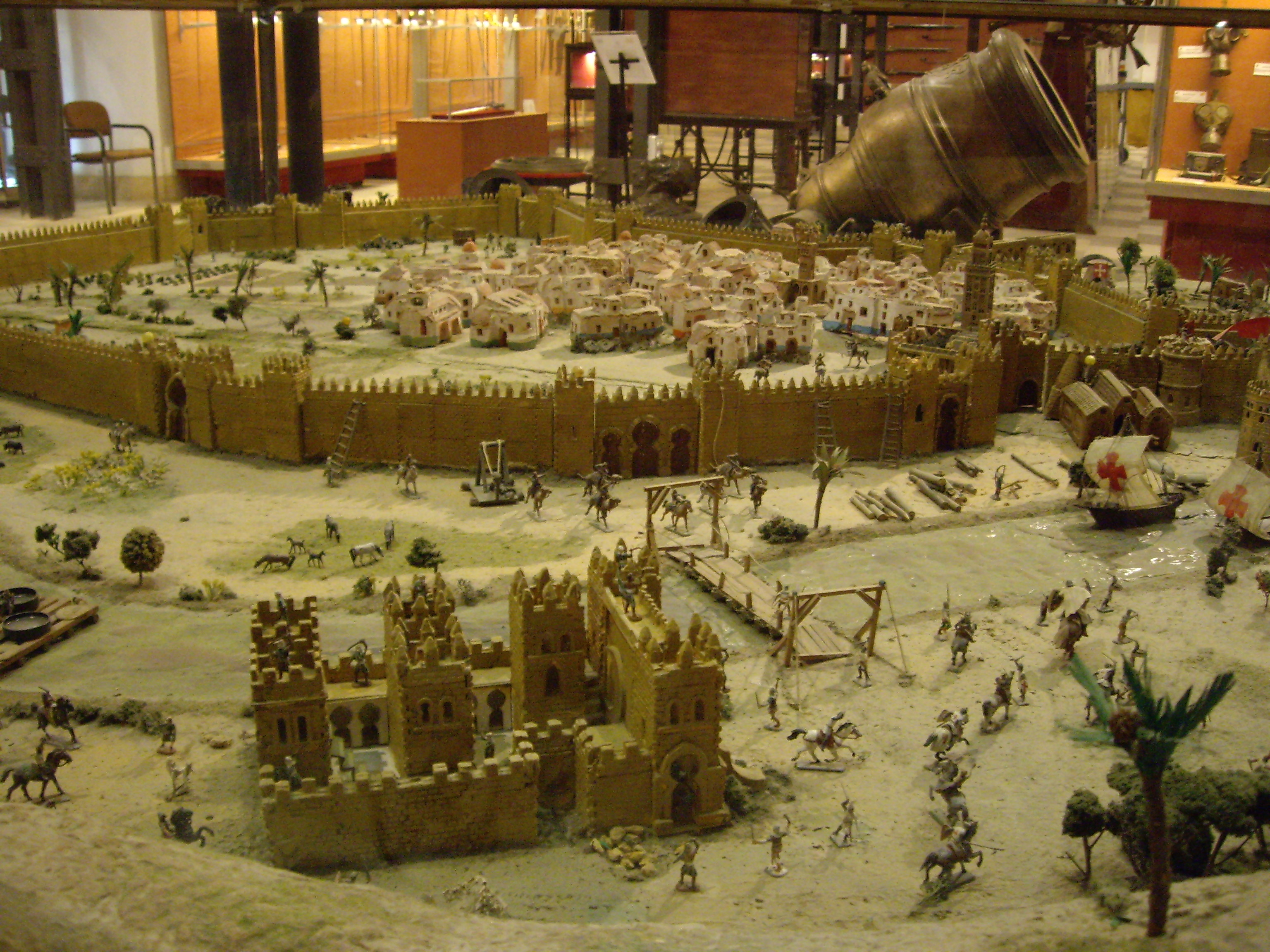
حصار إشبيلية في الجزء الغربي

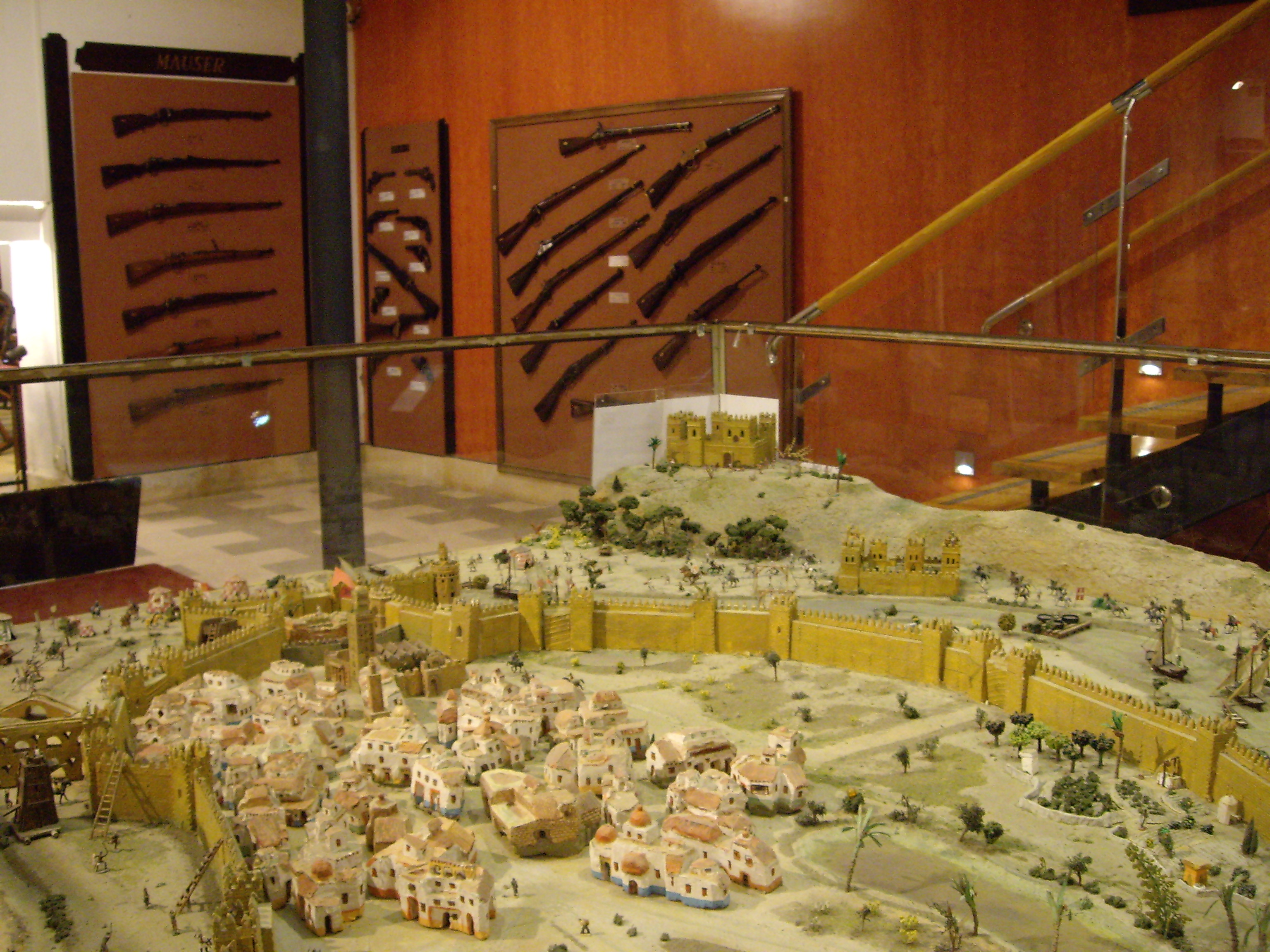
حصار إشبيلية في الجزء الشرقي

حصار إشبيلية (يوليو 1247 - نوفمبر 1248)، كان ناجحا خلال 16 شهرا لاسترداد إشبيلية من قبل قوات فرديناند الثالث ملك قشتالة. ربما تفوق أهمية هذه العملية العسكرية الجيوسياسية سقوط قرطبة السريع عام 1236، التي هزت العالم الإسلامي، إلا أن حصار إشبيلية كانت عملية عسكرية أكثر تعقيدا قام بها فرناندو الثالث. بل كانت اخر عملية كبرى من عمليات الاسترداد المبكرة. وتبين العملية أيضا الأهمية العسكرية للقوات البحرية المحلية لقشتالة وليون. وكان رامون دي بونيفاس أول أدميرال لقشتالة، وكان هذا اللقب الرسمي الأول من نوعه.

## قبل الحصار
بعد ما سقطت قرطبة حاضرة الخلافة الأموية في الأندلس في أيدي ملك قشتالة «فرناندو الثالث» في (23 شوال 633 هـ = 29 يونيه 1236)، بعد أن لبثت قرونًا طويلة منارة ساطعة، وحاضرة سامقة، ومثوى للعلوم والآداب. وكان سقوطها نذيرًا بخضوع معظم البلاد والحصون القريبة لسلطان النصارى القشتاليين. وتابع فرناندو الثالث غزواته في منطقة الأندلس الوسطى، وتوالى سقوط قواعد الأندلس الكبرى التي شملت فيما شملت بلنسية وشاطبة ودانية وبياسة وجيان وغيرها، وتم ذلك في فترة قصيرة لا تتجاوز عقدًا من الزمان، وبدا كيان الأندلس الضخم كمَن نخر السوس في عظامه فانهار من داخله قبل أن يهاجمه أحد. ولم يبقَ من قواعد الأندلس الشرقية والوسطى سوى إشبيلية المدينة العظمية، وما حولها من المدن والقواعد القريبة منها، ولم تكن إشبيلية بعيدة عن أطماع ملك قشتالة، الذي كان ينتظر الفرصة للانقضاض عليها، ويُمنِّي نفسه بالفوز بها.

## أوضاع إشبيلية الداخلية
كانت إشبيلية في ذلك الوقت أعظم حواضر الأندلس، وأمنعها حصونًا، وأكثرها سكانًا، ومركزًا لحكومة الدولة الموحدية في الأندلس. وتوالت عليها حكومات متعددة؛ فتارة تحت طاعة الموحدين، وتارة أخرى تخلع طاعتهم، إلى أن ألقت بمقاليدها عن رضى واختيار إلى الدولة الحفصية، وكانت دولة قوية فتية قامت في تونس، وامتدت إلى المغرب الأوسط، وقلصت نفوذ دولة الموحدين، وبدأت تحل محلهم، وامتاز مؤسسها «أبو زكريا الحفصي» بالقدرة والكفاءة والمروءة والشهامة. غير أن هذه التبعية الجديدة لم يُكتب لها النجاح؛ فقد قامت ثورة ضد الوالي الجديد ورجاله، وأخرجتهم من إشبيلية، وقتلت الفقيه أبا عمرو بن الجد، زعيم إشبيلية القوي، وصاحب الأمر والنهي فيها.

## العلاقة بين إشبيلية وقشتالة
كانت إشبيلية ترتبط بمعاهدة أبرمها أبو عمرو بن الجد مع فرناندو الثالث ملك قشتالة، وكانت معاهدة مخزية تشبه في خذلانها المعاهدة التي عقدها الملك القشتالي مع ابن الأحمر أمير مملكة غرناطة، وتتلخص بنودها في أن يعترف ابن الجد بطاعة ملك قشتالة، وأن يؤدي له الجزية، وأن يشهد اجتماعات «الكورتيس» باعتباره واحدًا من أتباع الملك القشتالي، وأن يقدم له العون متى طلب إليه ذلك. ولم تكن هذه المعاهدة مثل المعاهدات تضمن حقًا، أو تدفع ضررًا، أو تجلب أمنًا، أو تحقق سلمًا، لكنها كانت فرصة للملك القشتالي يرتب أوضاعه، ويعد عدته، ويجهز جنده؛ منتظرًا الفرصة المواتية فينتهزها، لا يردعه رادع من خُلق أو وازع من ضمير، أو احترام لعقد، ولكنه ابن المصلحة يدور معها حيثما تدور، وهذا ما كان من أمر الملك القشتالي مع إشبيلية.
ولما تولَّى الزعماء الجدد أمر إشبيلية بعد الثورة التي أطاحت بابن الجد أعلنوا بطلان المعاهدة التي عقدها مع النصارى، فغضب الملك فرناندو الثالث لمقتل ابن الجد، وخروج إشبيلية عن طاعته، واتخذ من ذلك ذريعة للتدخل والانتقام، وقد واتته الفرصة للوثوب على إشبيلية للاستيلاء عليها بعد أن أصبحت معزولة، وقطع عنها كل الطرق التي يمكن أن تنجدها وتهب لمساعدتها؛ سواء من جيرانها، أو من دول المغرب الإسلامي.

## الاحتشاد لغزو إشبيلية
كان غزو إشبيلية يحتاج إلى إعداد خاص وتجهيزات كثيرة؛ فلم تكن مدينة صغيرة يسهل فتحها، بل كانت من أكثر مدن الأندلس منعة وحصانة، كثيرة الخصب والنماء، متصلة بالبحر عن طريق نهر الوادي الكبير؛ وهو ما يمكِّنها من تلقِّي الإمدادات والمؤن من المغرب.
اتخذ فرناندو الثالث للأمر أهبته، وعزم على حصار إشبيلية حصارًا شديدًا، برًّا وبحرًّا، وسار في قواته الجرارة صوب إشبيلية سنة (644 هـ / 1246)، وعبر نهر الوادي الكبير تجاه مدينة «قرمونة»؛ ناسفًا ما يقابله من زروع، ومخربًا ما يقع تحت يديه من ضِياع، وعلى مقربة من قرمونة وافاه ابن الأحمر أمير غرناطة في خمسمائة فارس، وسارا معًا جنوبًا نحو قلعة جابر حصن إشبيلية من الجنوب الشرقي، وقام ابن الأحمر بإقناع حامية القلعة المسلمة بضرورة التسليم حقنًا للدماء، وصونًا للأموال والأرزاق، ثم بعث فرناندو الثالث ببعض قواته لتخريب بعض المناطق بإشبيلية، ثم كرَّ راجعًا إلى قرطبة ومنها إلى «جيان»، حيث قضى هناك فترة الشتاء.
عاود فرناندو الثالث حملته مرة أخرى سنة (645 هـ / 1247)، وحاصر قلعة قرمونة أمنع حصون إشبيلية الأمامية من ناحية الشمال الشرقي. ولما رأى أهل قرمونة ضخامة الحشود، وأيقنوا بعدم جدوى الدفاع عرضوا تسليم المدينة بعد ستة أشهر إذا لم تصلها خلالها أي نجدة، فقبل ملك قشتالة، وسار في طريقه صوب إشبيلية بحذاء الوادي الكبير، واستولى في طريقه على «لورة» بالأمان، واعترف أهلها بطاعته، ثم اتجه إلى «قنطلانة» الواقعة شمالي إشبيلية على الوادي الكبير، فاقتحمها عَنوة، وأسر منها سبعمائة مسلم، ثم استسلمت له مدينة «غليانة»، وتبعتها «جرينة» القريبة منها، ثم قصد بلدة القلعة التي تطل على نهر الوادي الكبير، فثبتت المدينة، واستبسل أهلها في الدفاع عنها، وأبلوا بلاءً حسنًا في رد النصارى القشتاليين، لكن ذلك لم يُغنِ عنهم شيئًا أمام قوات جرارة تشتد في الحصار، وتخرب الزروع المحيطة بالمدينة، فاتفق أمير المدينة على الانسحاب في جنده –وكانوا ثلاثمائة فارس- إلى إشبيلية، وتسليم المدينة بالأمان. وبسقوط تلك المدينة الحصينة أصبحت سائر الحصون الأمامية لإشبيلية من جهة الشمال والشرق والغرب في أيدي القشتاليين.

## الحصار
غادر «فرناندو الثالث» مدينة القلعة في قواته الجرارة جنوبًا إلى إشبيلية في (12 ربيع الآخر 645 هـ = 15 أغسطس 1247)، وبدأ في محاصرتها وتطويقها من كل جانب، واحتل الأسطول النصراني مياه مصب الوادي الكبير؛ ليمنع ورود الإمداد والمؤن إلى إشبيلية من طريق البحر، وكان وجود ابن الأحمر بقواته إلى جانب القوات النصرانية المحاصرة، يشترك مع أعداء أمته ودينه في تطويق الحاضرة الإسلامية العريقة، ولذلك لم يكن عجيبًا أن تتساقط مدن الأندلس وقواعدها في أيدي النصارى؛ إذ كان من بين قادة الأندلس وأمرائها مَنْ يطوي نفسًا تخلت عنها أخلاق النجدة والمروءة، وحملت صفات الذل والهوان والضعف والمسكنة، ولم تجد غضاضة في أن تضع يدها في أيدي أعداء أمتها لتصفية إخوانهم المسلمين، وتشريد أهلهم، وإخماد دعوة الإسلام بها.
ومضى على الحصار شهور طويلة، وإشبيلية تزداد إصرارًا على المقاومة والثبات ودفع النصارى وردهم، يخرج من المدينة بعض قواتهم للإيقاع بالنصارى، ثم تعود هذه القوات بعد أن تكون كبَّدتهم بعض الخسائر، وكانت تنشب بين حين وآخر معارك بحرية بين سفن القشتاليين والسفن الإسلامية في نهر الوادي الكبير، وفي الوقت الذي انسالت فيه الإمدادات العسكرية من أنحاء إسبانيا النصرانية كانت المُؤَن والعتاد في إشبيلية يتعرضان للنقص والفناء. وفي الوقت الذي عزز فيه النصارى حصارهم بحشود عسكرية، حُرمت إشبيلية من وصول المجاهدين إليها لنجدتها وعونها، ومن المؤن والأقوات لمواصلة الدفاع. ولم يبق لإشبيلية طريق للاتصال بالعالم الخارجي سوى قلعة طريانة، بعد أن استحكم الحصار واشتدت وطأته، وشعر أهالي إشبيلية بالضيق، وبدأ شبح الجوع يقترب منهم شيئًا فشيئًا، وبدأت صرخات شعراء إشبيلية تتعالى؛ طلبًا للنجدة والغوث، لكنها لم تجد الاستجابة الكافية من حكام المغرب القريبين.
وكان الاستيلاء على قلعة طريانة هو الذي يشغل تفكير النصارى؛ حتى يقطعوا كل منفذ عن إشبيلية، وتنقطع صلتها بمن حولها؛ فتضطر إلى التسليم، وكان المسلمون على بينة مما يدور في ذهن النصارى، فحشدوا الرجال والسلاح والمؤن في القلعة، ورتبوا مجموعة من الرماة المهرة لإصابة فرسان النصارى حين يهاجمون المدينة، فلما هاجمت القوات القشتالية المدينة نجحت حاميتها في الدفاع عنها، وتكررت محاولات الهجوم الفاشلة في اقتحام القلعة، لكن ذلك كان يزيد النصارى إصرارًا على اقتحام المدينة، وعمدوا إلى محاصرة قلعتها برًا وبحرًا، وقدمت سفنهم إلى النهر أسفل القلعة، ونجحت في تحطيم القنطرة القوية التي كانت تربط «طريانة» بإشبيلية عبر نهر الوادي الكبير، وفقدت بذلك كل صلتها بالعالم الخارجي.

## سقوط إشبيلية
استمر الحصار حول إشبيلية وطريانة، وأخذ يشتد يومًا بعد يوم، والمسلمون المحاصرون يعانون ألم الجوع ومتاعب الحصار، ولم تفلح محاولات العلماء في بثّ الروح وإعادة الثقة إلى النفوس الواهنة والأبدان الناحلة التي هدّها الجوع وعضَّها الحرمان، وأنهكها القتال المستمر طوال خمسة عشر شهرًا، دون أن تأخذ قسطًا من الراحة، ولم تتحرك الدول القريبة لنجدة إشبيلية؛ فالدولة الموحِّدية مشغولة بمحاربة بني مرين، والدولة الحفصية لم تُلقِ بالاً إلى صرخات المحاصَرين، ودولة بني الأحمر الأندلسية مغلولة اليد بمعاهدة فخرية مع القشتاليين، ويشترك أميرها في حصار إخوانه المسلمين؛ لكل هذا غاضت الآمال في النفوس، وامتلك اليأس القلوب، وفقدت إشبيلية أي بارقة للإنجاد تخرجها مما هي فيه من ضيق وشدة.
ولم يجد زعماء إشبيلية مفرًا من التسليم، وحاولوا أن يخففوا من وقع المصيبة، فعرضوا تسليم ثلث المدينة فرفض فرناندو الثالث هذا العرض، فحاولوا مرة أخرى بتسليم نصف المدينة، فأبى فرناندو الثالث إلا أن تسلم المدينة كاملة، فكان له ما أراد. وانتهت المفاوضات بين الفريقين على أن تسلم المدينة كاملة سليمة لا يُهدم من صروحها شيء، وأن يغادرها سكانها، مع السماح لهم بأن يحملوا كل أمتعتهم من مال وسلاح، وأن تُسلَّم مع المدينة سائر الأراضي التابعة لها.
ولما وقع الاتفاق بين الفريقين، سُلِّم قصر الوالي ومقر الحكم في إشبيلية إلى ملك قشتالة، فرفع عليه شعاره الملكي فوق برج القصر العالي في (3 شعبان 646 هـ / 21 نوفمبر 1248)، وكان ذلك إيذانًا بسقوط إشبيلية في أيدي النصارى القشتاليين. وقضى المسلمون شهرًا في إخلاء المدينة، وتصفية حاجاتهم، وبيع ممتلكاتهم قبل أن يغادروها، وتقدر بعض الروايات عدد من خرج بنحو 400 ألف مسلم، هاجروا إلى مختلف نواحي المغرب والأندلس المسلمة.
وفي (5 رمضان 646 هـ / 22 ديسمبر 1248) دخل فرناندو الثالث مدينة إشبيلية مزهوًا بنفسه، مختالاً بقواته، يحوطه موكب ضخم، يتيه اختيالاً بما حقق من ظفر ونصر، واتجه إلى مسجد المدينة الأعظم الذي تحول إلى كنيسة، وقد وُضع به هيكل مؤقت، وأقيم في المسجد قداس الشكر، ثم اتجه إلى قصر إشبيلية، حيث أدار شئون دولته، وقام بتقسيم دور المسلمين وأراضيهم بين جنوده، ومن ذلك التاريخ أصبحت إشبيلية عاصمة مملكة قشتالة النصرانية بدلاً من طليطلة.
وهكذا سقطت إشبيلية حاضرة الأندلس بعد أن ظلت خمسة قرون وثلث القرن تنعم بالحكم الإسلامي منذ أن فتحها موسى بن نصير سنة (94 هـ / 712)، وظلت منذ ذلك الحين مركزًا للحضارة، ومنارة للعلم، ومأوى للعلماء والشعراء والأدباء، ولا تزال آثارها الباقية شاهدة على ما بلغته المدينة من نمو وازدهار.